# R. & R. Borel-Rosny
R. & R. Borel-Rosny est le pseudonyme conjoint de Raymonde Borel-Rosny et de Robert Borel-Rosny, écrivains français, auteurs de roman policier.

## Historique
A la fin de la guerre, Robert Borel-Rosny et Raymonde Jardé, son épouse, passionnés de littérature, acquierent une échoppe de bouquiniste sur les quais de Seine. À cette époque, ils écrivent des textes qui seront, par la suite, publiés par l’éditeur Ferenczi dans des collections de romans policiers.

## Œuvre
- Demandez la dernière sportive, Ferenczi, 1952
- Une part de paradis, Ferenczi, 1952
- La Mort se fait les ongles, Ferenczi, 1952
- Bonjour, Toubib de mon cœur, Ferenczi, 1953
- Une place au cimetière, in Mystère magazine no  65, juin 1953
- La Mort a les mains propres, Ferenczi, 1953
- La Borne au diable, Ferenczi, 1953
- T'as vu ça d'ta fenêtre, Ferenczi, 1953
- Fameux Alibi, Ferenczi, 1954
- Un sacré turbin, Ferenczi, 1954
- La Peau d'un autre, Ferenczi, 1954
- On te coupera la tête, Ferenczi, 1954
- La Mort se fait la paire, Ferenczi, 1954
- Ne riez pas Mesdames, Ferenczi, 1955
- La Rouquine se met la ceinture, Ferenczi, 1955
- Ces demoiselles de bonne famille, Ferenczi, 1955
- C'est pour ce soir, Ferenczi, 1956
- Si vous passez par là, Ferenczi, 1956
- La Mort est dans les cartes, Ferenczi, 1956
- La Mort gagne le gros lot, Ferenczi, 1957
- Mort aux mariés, Ferenczi, 1957
- Dix millions comme un sou, Ferenczi, 1957
- Qui les tuait ?, Ferenczi, 1958
- La Rouquine au tapis, Ferenczi, 1958
- Ma haine pour toi, Ferenczi, 1959
- Poison pour tous, Ferenczi, 1959
- Sous le vieux Pont-Neuf, in Fiction no  76, mars 1960
- J.-H. Rosny aîné, Choix de textes établi par R. & R. Borel-Rosny, La Colombe, 1961